# Lupta de pe insula Cinghinarele
Lupta de pe insula Cinghinarele (insulă găsită și sub numele de Cinghineaua și uneori de Ginghinarele) a reprezentat o acțiune militară de nivel tactic desfășurată pe Frontul Român, în timpul campaniei din anul 1916 a participării României la Primul Război Mondial, care a avut loc în perioada 24 septembrie/7 octombrie-25 septembrie/8 octombrie 1916 între trupele Puterilor Centrale și cele ale Regatului României. 
Stâpânită de trupele românești, Insula Cinghinarele, care domina pe Dunăre ieșirea estică a canalului Belene, oferea posibilitatea de control a libertății de mișcare a Flotilei austro-ungare de Dunăre în aval de baza de la Belene. La rândul său, situat pe Dunărea navigabilă, barajul de mine instalat de forțele române la nivelul insulei era apărat de artileria amică situată pe uscat, reprezentând cea mai eficientă dintre contramăsurile coordonate cu Manevra de la Flămânda, luate de Serviciul Apărărilor sub Apă. Victoria forțelor militare ale Puterilor Centrale a dus la înlăturarea postului român de pe insulă și a barajului de mine aferent, la sfârșitul Operației de la Flămânda. 
Efectuarea operațiunilor a necesitat un atac combinat al forțelor terestre de infanterie și artilerie austro-ungare și germane, împreună cu cel al forțelor navale fluviale austro-ungare. Odată minele fluviale și artileria Armatei României îndepărtate, Puterile Centrale au putut profita și de avantajul proximității Sviștovului față de canalul Belene, unde se aflau staționate echipamentele de transport și cele grele de traversare a Dunării, acestea putând fi astfel folosite pentru invazia sudului României. De asemenea, insula a putut fi a folosită și ca trambulină,  în timpul traversării fluviului spre nord, de către armatele inamice.

## Contextul
În contextul preconizatei Operații de la Flămânda, cea mai importantă problemă care trebuia rezolvată, din punctul de vedere al Marelui Cartier General, era problema prevenirii intervenției Flotilei austro-ungare de Dunăre, motiv pentru care a încredințat rezolvarea blocării navelor inamice, Serviciului Apărărilor sub Apă.
Alături de instalarea unor lansatoare de torpile și de mine fluviale, între Zimnicea și Giurgiu, precum și de instalarea unor plase de protecție anti-mină pentru pod, românii au apelat și la instalare unor baterii de artilerie terestră în diverse locații (incluzând insula Cinghinarele), precum și la amplasarea a trei baraje de mine: lângă ostrovul Mecica, la Pietroșani și lângă insula Cinghinarele. În ce privește condițiile existente pe teren, a existat de asemenea impresia că apele scăzute din dreptul insulei Tabanu, din amonte de punctul de trecere, vor împiedica navele de război mai mari să ajungă la pod. În concepția Marelui Cartier General, astfel, navele inamice ar fi urmat să rămână blocate în canalul Belene.

## Preludiul

### Postul de pe insula Cinghinarele
Situată chiar lângă malul românesc al Dunării, insula Cinghinarele (astăzi practic contopită cu uscatul), se afla la 5 km de Zimnicea. Insula era joasă, având o lungime de patru kilometrii și o lățime de 500 de m. În spatele ei, pe o lungime de câțiva km până la terenul mai înalt de la Fântânele, se întindeau mlaștini și bălți impenetrabile. Pe insulă a fost instalat un post românesc, ce a avut rolul de a supraveghea și de a închide drumul flotilei austro-ungare. Avantajele poziției erau reprezentate atât de faptul că insula era opusă intrării estice în canalul Belene, cât și de faptul că, amplasamentul aflat în cauză rezolva parțial problema vizibilității pentru observatorii români de artilerie, împiedicați în momentul în care se aflau pe malul românesc de pădurile de pe Insula Belene, care blocau observarea directă a canalului.
| Imagine indisponibilă                                                                      |  | Imagine indisponibilă                                                                    |
| Patru dintre tunurile instalate la Cinghinarele au fost tunuri de câmp, de calibrul 87 mm. |  | Două dintre tunurile instalate la Cinghinarele au fost tunuri navale, de calibrul 57 mm. |

Bateriile de la Cinghinarele făceau parte dintr-un dispozitiv mai larg, care includea încă de la 11 septembrie 1916 șapte baterii ușoare și trei grele, amplasate pe malul nordic  al Dunării la Fântânele, într-o zonă opusă bazei de la Belene. Acestora li s-au adăugat ulterior, în aceeași lună, alte două baterii de 105 mm și una de obuziere de 150 mm, precum și mai departe spre est, la Cioara, alte două baterii de 87 mm.
În raportul înaintat la 15/28 septembrie 1916 de către Diviziei 18 Infanterie Corpului VI Armată, comandantul diviziei, generalul Alexandru Referendaru, a menționat că la acel moment, la marginea de sud a pădurii de pe insulă erau amplasate două tunuri de 87 mm și 2 tunuri de 57 mm. De asemenea, se mai instalase un post de lansat mine sub conducerea unui plutonier de marină și un post de semnalizare, care avea datoria să semnalizeze momentele în care vasele inamice urmau să încerce să iasă spre Sviștov. Pentru semnalizare ar fi urmat să se folosească rachete, aprinderea unui butoi cu petrol sau a unei clăi de fân, ori tragerea a trei slave de infanterie sau a unor lovituri de tun. Insula a fost, de asemenea, legată telefonic de bateriile de la Fântânele și de Zimnicea. O companie de infanterie a primit sarcina de a susține artileria de aici și de a apăra insula împotriva unei eventuale debarcări inamice. Tunurile se subordonau postului zonal de comandă al artileriei, aflat pe o movilă situată la est de Balta Suhaia, lângă șosea.
Organizarea pe plan zonal a mijloacelor de luptă nu a fost fixă, astfel că în amintirile sale, generalul Nicolae Tătăranu a relatat că postul românesc instalat pe insula Cinghinarele a fost format din două companii de pușcași care aparțineau Marinei și o baterie de artilerie. La final însă, pe insulă s-au aflat 238 de militari români (marinari, infanteriști și artileriști), sub comanda locotenentului de marina rezervist Maximilian Hruber și șase tunuri organizate în două baterii.

### Intrarea în luptă

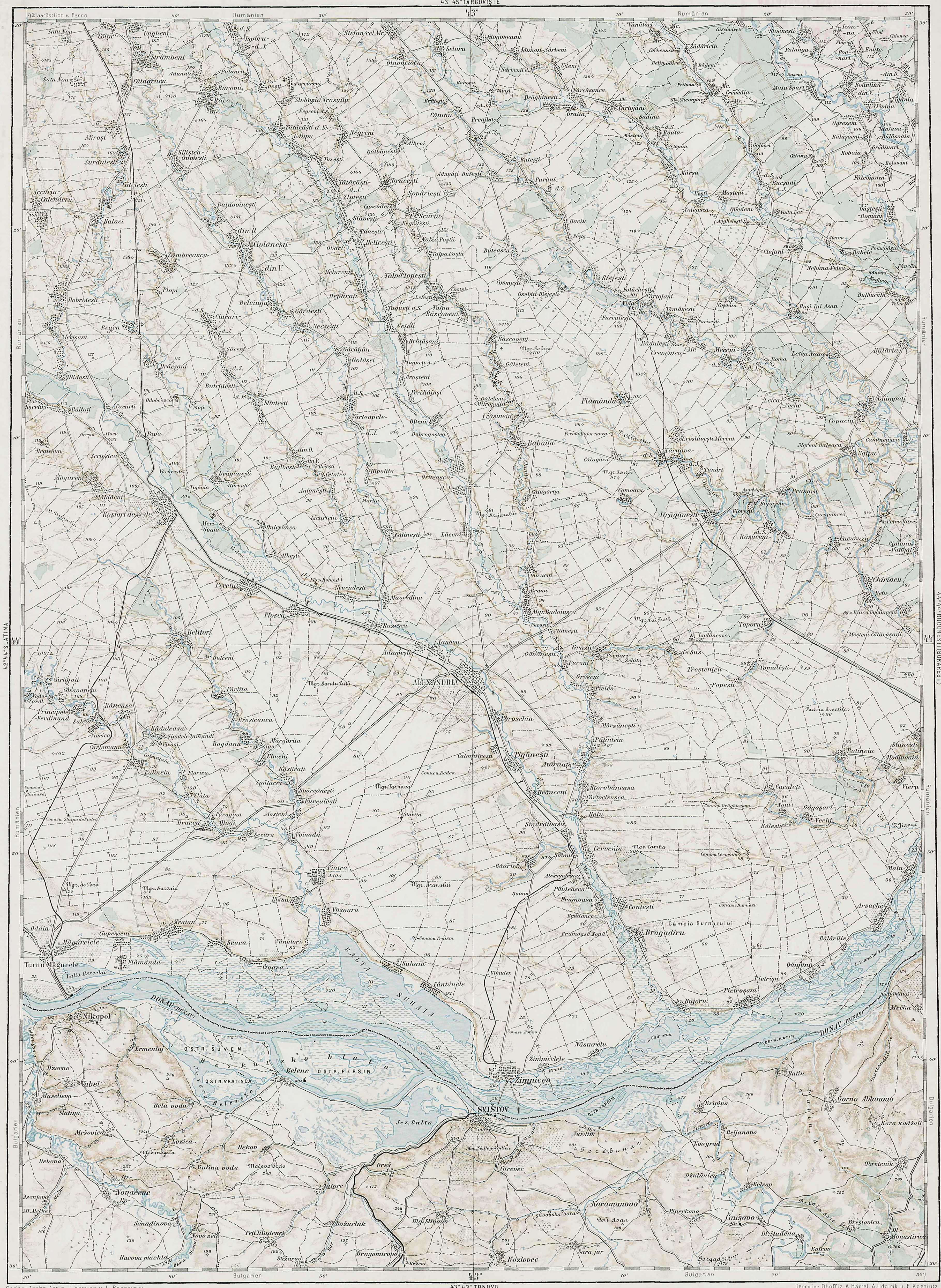
Zona canalului Belene și a Sviștovului.

Artileria românească instalată pe insulă a reușit să întârzie la 2 octombrie 1918, atacul Grupurilor I și IV Monitoare asupra podului, găurind una dintre barjele cu cărbuni ale Grupului IV Monitoare și distrugând un tun de calibrul 70 mm al lui SMS Szamos⁠(hu)[traduceți]. Drept efect, Grupul I Monitoare a trebuit să aștepte căderea nopții spre a trece de punctul periculos, spre aval, pentru a nu risca să-i fie atinsă de proiectile barja încărcată cu petrol, iar cealaltă grupare a trebuit să se oprească la adăpost de tunurile românești, pentru a realiza reparațiile necesare.
Sub protecția propriilor baterii de artilerie, în timpul ofensivei de la Flămânda românii au început să instaleze la Cinghinarele un baraj de mine, astfel că Grupul 3 Monitoare de abia a reușit să revină de la Lelek printr-un pasaj de 30 de m, strecurându-se printre barajul încă neterminat și bancurile de nisip de pe malul bulgar. În noaptea de 4 spre 5 octombrie 1916 însă, amplasarea barajului a fost finalizată. și monitoarele care, ocoliseră anterior cu succes artileria de la Cinghinarele, au trebuit să se întoarcă la Lelek.
În dimineața zilei de 5 octombrie, a devenit evident atât generalului Robert von der Goltz, care comanda secțiunea Sviștov, cât și comandantului Flotilei, că înlăturarea barajului de mine nu se putea face decât prin cucerirea insulei. Ca atare, în după-amiaza aceleiași zile, von der Goltz s-a întâlnit cu comandantul Grupului II Monitoare, Linienschiffleutnat Leschanowsky, pentru a face un plan de atac. Cât timp românii aveau la dispoziție cele șase tunuri pe țărm, dragarea câmpului de mine nu era posibilă. În același timp, infanteria care trebuia să-i alunge pe români de pe insulă nu putea debarca datorită tunurilor, condiția prealabilă fiind ca acestea să fie neutralizate.
Atacului combinat care urma să aibă loc asupra insulei, i-au fost destinate:
- ca forțe navale Grupul II Monitoare[18] (format din monitoarele SMS Inn și SMS Sava, împreună cu Patrouillenboot Csucka),[19] alături de Patrouillenboot Compó și un vas de deminare.[18] Misiunea navelor urma să fie aceea de a neutraliza cu artileria lor, artileria românească.[8]
- o baterie de calibrul 100 mm de pe insula Belene, a cărei forță urma să se adauge de pe uscat, celei a artileriei navale.[8]
- ca forțe de debarcare două companii, una austro-ungară de pionieri și una germană de landsturm, ambele puse sub comanda maiorului german Stamm.[18]

La 6 octombrie, o primă evaluare a barajului românesc de mine fluviale a fost făcută de comandantul vasului de deminare.

## Atacul combinat asupra insulei
În timpul retragerii trupelor române de pe malul bulgar, garnizoana română de la Cinghinarele a fost lăsată acolo, fără  legături și fără ajutoare. La data de 7 octombrie, monitoarele austro-ungare au început să execute la ora 15:00 trageri de artilerie asupra bateriilor românești, la Fânațele, iar a doua zi la ora 4:30, a început bombardamentul insulei Cinghinarele. O jumătate de oră mai târziu, unitățile destinate să debarce pe insulă au început traversarea fluviului cu bărcile, pentru a ataca din trei direcții garnizoana formată din 238 de artileriști, marinari și infanteriști, în cooperare cu artileria terestră.
După o rezistență eroică a defensivei, aceasta a fost copleșită de forțele superioare și majoritatea apărătorilor au căzut morți, răniți sau prizonieri. Până la prânz insula a fost ocupată de trupele Puterilor Centrale, acestea capturând patru tunuri de câmp (de calibrul 87 mm) împreună cu două tunuri navale (de calibrul 57 mm) și luând 130 de prizonieri supraviețuitori ai efectivului român care se afla pe insulă, printre care și 2 ofițeri. Echipamentul aferent a fost, de asemenea, capturat. Dat fiind că apele Dunării erau umflate, militarii români nu au avut posibilitatea de a se retrage. Printre morți s-a aflat și sublocotenentul de marină Aurel Izvoranu, care în timp ce a încercat să treacă Dunărea înot, pentru a nu fi capturat, a fost ucis de tirurile mitralierelor inamice.
Deja de la ora 7:00, sub protecția vasului cu aburi înarmat Balaton, venit de la Lelek, vasul de deminare a început scoaterea minelor. Dat fiind că în jurul prânzului fusese deschis un pasaj sigur prin baraj, primele au trecut spre canalul Belene vasele de patrulare și apoi monitoarele Grupurilor I și IV Monitoare. La ora 21, deja toate minele fuseseră îndepărtate.

## Efecte
Deși după cum s-a și văzut ulterior, celelalte baraje de mine și minele lansate să deriveze pe Dunăre au fost ineficiente în raport cu scopul căruia îi fuseseră destinate, barajul de mine de la nivelul insulei Cinghinarele, instalat pentru a bloca ieșirea din canalul Belene, a reprezentat cea mai eficientă dintre contramăsurile coordonate cu Manevra de la Flămânda, luate de Serviciul Apărărilor sub Apă. Distrugerea postului românesc de observație situat, situat aici, a lăsat Dunărea în stăpânirea flotilei austro-ungare. Din acest moment, navele inamice nu au mai fost stânjenite decât de bateriile aflate pe malul românesc.
Suplimentar, curățarea de trupe românești a insulei care domina ieșirea estică a canalului Belene, precum și îndepărtarea minelor de pe calea navigabilă au făcut ca, avantajul proximității Sviștovului față de canalul Belene, unde se aflau staționate echipamentele de transport și cele grele de traversare a cursurilor de apă, să poată fi valorificat în contextul preconizatei traversări a Dunării de către trupele Puterilor Centrale.
Mai mult, succesiv ocupării insulei, două baterii de artilerie au fost dislocate de către Puterile Centrale pe amplasamentul respectiv, așezându-se și un cablu telefonic conectat la o centrală telefonică, situată pe malul de sud al Dunării (cablu extins după 24 noiembrie, până pe malul nordic). Ulterior, la 10/23 noiembrie 1916, Insula Cinghinarele a servit Diviziei 217 Infanterie germană în timpul traversării Dunării, către malul românesc.

## In memoriam
În memoriile sale de război, publicate în anul 1940, generalul Nicolae Tătăranu a scris că soarta marinarilor români de la Cinghinarele, căzuți în luptă printre zăvoaiele insulei, fără posibilitatea de a lupta în retragere, a fost deplânsă de toți militarii Diviziei 1 Cavalerie.